# اولاد بوحمد
اولاد بوحمد یک منطقهٔ مسکونی در الجزایر است که در ناحیه برج منایل واقع شده‌است. اولاد بوحمد ۶ کیلومتر مربع مساحت دارد ۲۷۰ متر بالاتر از سطح دریا واقع شده‌است.